# Anthrax moursyi
Anthrax moursyi är en tvåvingeart som beskrevs av El-hawagry 1998. Anthrax moursyi ingår i släktet Anthrax och familjen svävflugor.
Artens utbredningsområde är Egypten. Inga underarter finns listade i Catalogue of Life.